# Buitensluisse Paardenmarkt
De Buitensluisse Paardenmarkt is een markt die sinds 1712 ieder jaar rond 10 juni in het Zuid-Hollandse dorpje Numansdorp wordt gehouden. Bij het einde van de 18de eeuw werd de datum van 10 juni verschoven naar 14 dagen na pinkstermaandag en in de 19de eeuw is men overgaan naar de 2e woensdag van juni. Deze paardenmarkt was vroeger bekend in de gehele regio en ook nu nog is de markt populair, zij het met een beduidend kleiner aanbod van paarden en meer marktkramen.